# Daszdzewegijn Szarwdordż
Daszdzewegijn Szarwdordż, mong. Дашзэвгийн Шаравдорж, trl. Dashzevegiin Sharavdorj (ur. 21 października 1974) – mongolski szachista, arcymistrz od 1999.

## Kariera szachowa
W 1992 reprezentował Mongolię na rozegranych w Duisburgu mistrzostwach świata juniorów do 18 lat. W 1995 i 1999 wystąpił w drużynowych mistrzostwach Azji, natomiast pomiędzy 1998 a 2004 czterokrotnie (w tym dwa razy na I szachownicy) uczestniczył w szachowych olimpiadach. W latach 1992–2003 zdobył osiem medali indywidualnych mistrzostw Mongolii: 3 złote (1993, 1995, 2002), 3 srebrne (1998, 2001, 2003) oraz 2 brązowe (1992, 2000).
Kilkukrotnie startował w turniejach strefowych (eliminacjach mistrzostw świata), najlepszy wynik osiągając w 1998 w Rangunie, gdzie podzielił I m. wspólnie z Ututem Adianto, Rogelio Antonio i Dede Liu. W pierwszej dogrywce o dwa miejsca premiowane awansem do rozegranego w 1999 w Las Vegas turnieju o mistrzostwo świata podzielił II m. z indonezyjskim szachistą, któremu uległ w drugiej dogrywce, i ostatecznie do mistrzostw świata awansowali Rogelio Antonio i Utut Adianto. W 2002 zwyciężył (wspólnie z Wasilijem Małyszewem) w kołowym turnieju w Nowosybirsku. Od 2003 mieszka w Stanach Zjednoczonych, startując prawie wyłącznie w turniejach rozgrywanych w tym kraju. W 2004 podzielił II m. (za Aleksandrem Szabałowem, wspólnie z m.in. Aleksandrem Goldinem i Aleksandrem Wojtkiewiczem) w Chicago, natomiast w 2005 podzielił I m. (wspólnie z Dmitrijem Gurewiczem, Benjaminem Finegoldem i Nickiem de Firmianem) w turnieju National Open w Las Vegas.
Najwyższy ranking w karierze osiągnął 1 lipca 1999 – z wynikiem 2505 punktów dzielił wówczas 1. miejsce (wspólnie z Bazarem Hatanbaatarem) wśród mongolskich szachistów.